# Bruno Giordano
Bruno Giordano (4 de setembro de 1960, São Paulo) é um ator brasileiro.

## Biografia
Bruno Giordano nasceu na cidade de São Paulo, em 4 de setembro de 1960. Inicia sua carreira no teatro, enquanto cursa a Faculdade de Comunicações, que não conclui. Trabalha com diretores e atores, como Plínio Marcos, José Renato, Fauzi Arap, Chico de Assis, Antunes Filho e Domingos de Oliveira.

## Filmografia

### Trabalhos na televisão
| Ano  | Título                                      | Personagem                        |
| ---- | ------------------------------------------- | --------------------------------- |
| 2017 | Não Trocaria Minha Mãe Por Nada Neste Mundo | Ivam                              |
| 2015 | Felizes para Sempre?                        | David                             |
| 2013 | Sessão de Terapia                           | Luís Nogueira do Vale             |
| 2008 | Nada Fofa                                   | Juiz                              |
| 2007 | Sete Pecados                                | Anderson                          |
| 2007 | Amazônia, de Galvez a Chico Mendes          | colega de Galvez no exílio        |
| 2006 | Cobras & Lagartos                           | Investigador                      |
| 2005 | Como uma Onda                               | Inspetor Jorge                    |
| 2005 | Essas Mulheres                              | Delegado                          |
| 2004 | Seus Olhos                                  | Everaldo                          |
| 2004 | Um Só Coração                               | Franco Zampari                    |
| 2003 | Celebridade                                 | Herculano Sá                      |
| 2003 | Mulheres Apaixonadas                        | Participação                      |
| 2002 | Desejos de Mulher                           | Bêbado que tenta agarrar Virginia |
| 2001 | Porto dos Milagres                          | Argemiro                          |
| 2000 | Aquarela do Brasil                          | Agente                            |
| 1999 | Vila Madalena                               | Juarez                            |
| 1998 | Labirinto                                   | Edelmar                           |
| 1998 | Torre de Babel                              | Elenco de Apoio                   |
| 1998 | Você Decide                                 | inexistente                       |
| 1997 | A Justiceira                                |                                   |
| 1997 | Por Amor e Ódio                             | Fernando Saragossa                |
| 1997 | Direito de Vencer                           |                                   |
| 1995 | História de Amor                            | Entrevistador de Xavier           |
| 1995 | Malhação                                    | Policial                          |
| 1994 | Tropicaliente                               | Pescador                          |
| 1987 | Carmem                                      | Ivo                               |
| 1984 | Meus Filhos, Minha Vida                     |                                   |

### Trabalhos no cinema
- Não Trocaria Minha Mãe Por Nada Neste Mundo, (2017) curta - Ivam
- Tungstênio, Hernane
- Confia em Mim (2013), Vicente
- E se nada mais der certo (2008), Gaúcho
- Meu mundo em Perigo, (2007)
- O Príncipe (2003)
- Sonhos Tropicais (2001), Oswaldo Cruz
- Bellini e a Esfinge (2000), Caruso
- E no meio passa um trem Curta (1999) Prêmio de Melhor Ator Gramado / Recife
- Contos de Lígia (1995)
- A fuga de Lamarca Curta (1995) Projeto para a Alemanha
- Caminho dos Sonhos (1998), Dr. Ernesto
- Boleiros - Era Uma Vez o Futebol (1998)
- 16060 (1995), Detetive
- O Filho Adotivo (1984)
- O Baiano Fantasma (1984)

## No teatro
- O amor Venceu - (1996)
- Tâmara - (1992)
- Projeto Plínio Marcos - Jesus Homem (1991)
- Os patos (1990)
- Projeto na Oswald Andrade - Macbeth (1989)
- O vison voador (1988)
- Gatão de estimação (1987)
- Projeto Balanço Geral - Rasga Coração (1986)
- O dia em que o Alfredo Virou a Mão (1985)
- Motel Paradiso (1984)
- Village (1982)
- Viva o Cordão Encantado (1980)